# Aladdín (musical)
Aladdín es un musical basado en la película homónima de Walt Disney Animation Studios de 1992, con libreto de Chad Beguelin, música de Alan Menken y letras de Howard Ashman, Tim Rice y el propio Chad Beguelin. Además de las canciones presentes en la cinta de animación, el espectáculo también incluye temas que en su momento fueron descartados así como nuevas composiciones de Alan Menken y Chad Beguelin.
Su trama central gira en torno a Aladdín, un joven huérfano que sobrevive robando en las calles de la ciudad ficticia de Agrabah mientras sueña con una vida mejor. Todo cambia cuando Jafar, el siniestro visir del sultán, le encarga la misión de recuperar una misteriosa lámpara de las profundidades de una cueva subterránea. Lo que el muchacho ignora es que dentro de la lámpara vive un genio que concederá tres deseos a quien lo libere.
El musical debutó en 2011 en Seattle y tres años después dio el salto al New Amsterdam Theatre de Broadway, donde sigue representándose en la actualidad con unos ingresos de más de 700 millones de dólares acumulados. Desde entonces también ha podido verse en el West End londinense y en numerosas ciudades a lo largo de todo el mundo.

## Producciones

### Seattle
Aladdín tuvo su première mundial el 7 de julio de 2011 en el 5th Avenue Theatre de Seattle, con un reparto encabezado por Adam Jacobs como Aladdín, James Monroe Iglehart como Genio, Courtney Reed como Jasmine, Don Darryl Rivera como Iago y Sean G. Griffin como Sultán. Jonathan Freeman, quien ya había prestado su voz a Jafar en el clásico de animación, volvió a ponerse en la piel de este personaje.
El libreto, escrito por Chad Beguelin, recuperó algunos elementos descartados de la película original, como es el caso del trío de ladrones Babkak, Omar y Kassim (a quienes dieron vida Brian Gonzales, Andrew Keenan-Bolger y Brandon O'Neill) o las canciones «Babkak, Omar, Aladdin, Kassim», «Proud of Your Boy», «Call Me a Princess», «Why Me» y «High Adventure». Casey Nicholaw fue el director y coreógrafo de esta producción, que se mantuvo en cartel hasta el 31 de julio de 2011 y contó con diseño de escenografía de Anna Louizos, diseño de vestuario de Gregg Barnes, diseño de iluminación de Natasha Katz y supervisión musical de Michael Kosarin.
Tras el estreno en Seattle, diferentes versiones comenzaron a proliferar en teatros como el Tuacahn Center for the Arts de Ivins o el The Muny de St. Louis, al mismo tiempo que se dio luz verde a la expansión internacional del espectáculo con montajes en Dinamarca, Filipinas y Colombia.

### Broadway
Aunque la adaptación escénica de Aladdín había sido concebida para el circuito regional, a principios de 2013 Disney Theatrical anunció la intención de llevarla a Broadway. Para ello el libreto fue revisado en profundidad y se introdujeron numerosos cambios en el equipo creativo, destacando las incorporaciones de Bob Crowley en el diseño de escenografía, Ken Travis en el diseño de sonido y Jim Steinmeyer en el diseño de ilusionismo. Casey Nicholaw volvió a ocuparse de la dirección y coreografía, al igual que Gregg Barnes del diseño de vestuario, Natasha Katz del diseño de iluminación y Michael Kosarin de la supervisión musical.
Antes de su debut neoyorquino, el espectáculo se representó a modo de prueba en el Ed Mirvish Theatre de Toronto, donde pudo verse entre el 21 de noviembre de 2013 y el 5 de enero de 2014. Este primer contacto con el público sirvió para añadir nuevos ajustes y desechar elementos que no terminaban de encajar, como por ejemplo la canción «Call Me a Princess», predecesora de «These Palace Walls».
La première oficial en Broadway tuvo lugar el 20 de marzo de 2014 en el New Amsterdam Theatre, con funciones previas desde el 26 de febrero y un elenco protagonista muy similar al que había estrenado el musical en Seattle, incluyendo a Adam Jacobs como Aladdín, James Monroe Iglehart como Genio, Courtney Reed como Jasmine, Jonathan Freeman como Jafar, Don Darryl Rivera como Iago, Brian Gonzales como Babkak y Brandon O'Neill como Kassim. Junto a ellos, Clifton Davis como Sultán y Jonathan Schwartz como Omar completaron la compañía original.
El montaje rápidamente se convirtió en un éxito a pesar de que fue recibido con opiniones divididas por parte de la crítica especializada. Aun así, en la 68.ª edición de los premios Tony obtuvo cinco nominaciones, si bien solo logró imponerse en la categoría de mejor actor de reparto (James Monroe Iglehart).
El 12 de marzo de 2020, Aladdín se vio obligado a echar el cierre de manera provisional debido a la pandemia de COVID-19. Tras año y medio de inactividad, la producción reabrió sus puertas el 28 de septiembre de 2021. En la actualidad ocupa el 14.º puesto de la lista de espectáculos de mayor permanencia en cartel en la historia de Broadway, con más de 4 000 representaciones a sus espaldas y una recaudación por encima de los 700 millones de dólares.

### West End
En Londres levantó el telón oficialmente el 15 de junio de 2016 en el Prince Edward Theatre del West End, con funciones previas desde el 27 de mayo y el mismo equipo detrás que su homólogo neoyorquino. Dean John-Wilson como Aladdín, Trevor Dion Nicholas como Genio, Jade Ewen como Jasmine, Don Gallagher como Jafar, Peter Howe como Iago, Irvine Iqbal como Sultán, Nathan Amzi como Babkak, Rachid Sabitri como Omar y Stephen Rahman-Hughes como Kassim lideraron el elenco en esta ocasión.
La versión londinense de Aladdín se mantuvo en cartel hasta el 24 de agosto de 2019 y alcanzó las 1 361 representaciones, siendo aplaudida por más de dos millones de espectadores.

### Ciudad de México
Entre el 17 de noviembre de 2021 y el 16 de abril de 2023 pudo verse en el Teatro Telcel de Ciudad de México, producido por OCESA y protagonizado por Rodney Ingram como Aladdín, Juan Pablo Martínez como Genio, Irma Flores como Jasmine, Salvador Petrola como Jafar, Juan Pablo Escutia como Iago, Lalo Ibarra como Sultán, Manuel Corta como Babkak, Gustavo Robles como Omar y Rodrigo Negrini como Kassim. Scott Taylor fue el director asociado en México, con Carolina Herzlt como directora residente e Isaac Saúl a cargo de la dirección musical. El libreto y las letras fueron adaptados al español por Susana Moscatel, Erick Merino y Joserra Zúñiga. En total, el montaje superó los 500 000 espectadores durante las 536 funciones que se llevaron a cabo.

### Madrid
En España debutó el 23 de marzo de 2023 en el Teatro Coliseum de Madrid, de la mano de Stage Entertainment. Protagonizada por Roc Bernadí como Aladdín, David Comrie como Genio, Jana Gómez como Jasmine, Álvaro Puertas como Jafar, Ian Paris como Iago, Albert Muntanyola como Sultán, Robert Matchez como Babkak, Alex Parra como Omar y Josep Gámez como Kassim, la producción española contó con dirección asociada de Ben Clare, dirección musical de Xavier Torras y dirección residente de Alejandro de los Santos, quien también firmó la adaptación del libreto y las letras al castellano.
Tras tres temporadas en cartel y 926 funciones, el espectáculo se despidió de Madrid el 20 de julio de 2025, habiendo recibido a más de 800 000 espectadores.

### Otras producciones
Aladdín se ha representado en multitud de países y ha sido traducido a varios idiomas diferentes, sobre todo a partir de su llegada a Broadway en 2014. Montajes réplica de esta versión han podido verse en Alemania, Australia, Canadá, Corea del Sur, España, Estados Unidos, Irlanda, Japón, México, Nueva Zelanda, Países Bajos, Reino Unido y Singapur. En total acumula más de veintiún millones de espectadores en todo el mundo.
La primera gira estadounidense dio comienzo el 11 de abril de 2017 en el Cadillac Palace Theatre de Chicago y estuvo en la carretera casi tres años, siendo su última función el 12 de marzo de 2020 en el Bass Concert Hall de Austin.

## Personajes
| Personaje             | Descripción |
| Aladdín               | Un joven huérfano y de buen corazón que sobrevive robando en las calles de Agrabah mientras sueña con una vida mejor.                             |
| Genio                 | Un genio atrapado en el interior de una lámpara mágica con la capacidad de conceder tres deseos a quien lo libere.                                |
| Jasmine               | La hija del sultán, una muchacha inteligente y audaz que ansía vivir experiencias fuera de los muros del palacio.                                 |
| Jafar                 | El visir del sultán, un siniestro personaje obsesionado con encontrar la lámpara mágica para usar su poder y así hacerse con el trono de Agrabah. |
| Iago                  | El servil ayudante de Jafar. Sustituye al loro del mismo nombre que aparecía en la película de animación.                                         |
| Sultán                | El sultán de Agrabah, un gobernante justo que se debate entre hacer que se cumplan las leyes y respetar los deseos de su hija Jasmine.            |
| Babkak, Omar y Kassim | Trío de ladrones amigos de Aladdín. Sustituyen al mono Abú que aparecía en la película de animación.                                              |

## Números musicales
| Acto I                            |                                 |
| Título original                   | Título en España                |
| «Overture»                        | «Obertura»                      |
| «Arabian Nights»                  | «Noches de Arabia»              |
| «One Jump Ahead»                  | «Saltar»                        |
| «One Jump Ahead (Reprise)»        | «Saltar (Reprise)»              |
| «Proud of Your Boy» ∞             | «Orgullosa de mí»               |
| «These Palace Walls» †            | «La muralla de palacio»         |
| «Babkak, Omar, Aladdin, Kassim» ∞ | «Babkak, Omar, Aladdín, Kassim» |
| «A Million Miles Away» †          | «A mil kilómetros de aquí»      |
| «Diamond in the Rough» †          | «Diamante en bruto»             |
| «Friend Like Me»                  | «Un amigo tan genial»           |
| «Act One Finale»                  | «Primer acto Finale»            |
| Acto II                           |                                 |
| Título original                   | Título en España                |
| «Prince Ali»                      | «Príncipe Alí»                  |
| «A Whole New World»               | «Un mundo ideal»                |
| «High Adventure» ∞                | «Gran hazaña»                   |
| «Somebody's Got Your Back» †      | «Tienes con quien contar»       |
| «Proud of Your Boy (Reprise)»     | «Orgullosa de mí (Reprise)»     |
| «Prince Ali (Sultan Reprise)»     | «Príncipe Alí (Sultán Reprise)» |
| «Prince Ali (Jafar Reprise)»      | «Príncipe Alí (Jafar Reprise)»  |
| «Finale Ultimo»                   | «Finale Ultimo»                 |

Todas las canciones son de Alan Menken (música) y Howard Ashman (letra) excepto «Arabian Nights» (letra de Howard Ashman y Tim Rice), «One Jump Ahead» (letra de Tim Rice), «One Jump Ahead (Reprise)» (letra de Tim Rice), «These Palace Walls» (letra de Chad Beguelin), «A Million Miles Away» (letra de Chad Beguelin), «Diamond in the Rough» (letra de Chad Beguelin), «Act One Finale» (letra de Howard Ashman y Chad Beguelin), «A Whole New World» (letra de Tim Rice), «Somebody's Got Your Back» (letra de Chad Beguelin), «Proud of Your Boy (Reprise)» (letra de Chad Beguelin), «Prince Ali (Sultan Reprise)» (letra de Chad Beguelin), «Prince Ali (Jafar Reprise)» (letra de Tim Rice) y «Finale Ultimo» (letra de Howard Ashman, Chad Beguelin y Tim Rice)
∞ Canción descartada de la película de animación de 1992
† Canción compuesta expresamente para el musical
Canciones suprimidas antes del estreno en Broadway: «Arabian Nights (Reprise 1, 2 y 3)» (letra de Howard Ashman y Chad Beguelin), «Call Me a Princess» (letra de Howard Ashman), «Call Me a Princess (Reprise)» (letra de Chad Beguelin), «High Adventure (Reprise)» (letra de Chad Beguelin), «Somebody's Got Your Back (Reprise)» (letra de Chad Beguelin) y «Why Me» (letra de Tim Rice y Chad Beguelin)

## Repartos originales
| Personaje | Broadway (2014)       | West End (2016)       | Gira en EE. UU. (2017) | Ciudad de México (2021) | Gira en Norteamérica (2022) | Madrid (2023)     | Gira en Reino Unido (2023) |
| Aladdín   | Adam Jacobs           | Dean John-Wilson      | Adam Jacobs            | Rodney Ingram           | Adi Roy                     | Roc Bernadí       | Gavin Adams                |
| Genio     | James Monroe Iglehart | Trevor Dion Nicholas  | Anthony Murphy         | Juan Pablo Martínez     | Marcus M. Martin            | David Comrie      | Yeukayi Ushe               |
| Jasmine   | Courtney Reed         | Jade Ewen             | Isabelle McCalla       | Irma Flores             | Senzel Ahmady               | Jana Gómez        | Desmonda Cathabel          |
| Jafar     | Jonathan Freeman      | Don Gallagher         | Jonathan Weir          | Salvador Petrola        | Anand Nagraj                | Álvaro Puertas    | Adam Strong                |
| Iago      | Don Darryl Rivera     | Peter Howe            | Reggie De Leon         | Juan Pablo Escutia      | Aaron Choi                  | Ian Paris         | Angelo Paragoso            |
| Sultán    | Clifton Davis         | Irvine Iqbal          | J. C. Montgomery       | Lalo Ibarra             | Sorab Wadia                 | Albert Muntanyola | Jo Servi                   |
| Babkak    | Brian Gonzales        | Nathan Amzi           | Zach Bencal            | Manuel Corta            | Jake Letts                  | Robert Matchez    | Nelson Bettencourt         |
| Omar      | Jonathan Schwartz     | Rachid Sabitri        | Philippe Arroyo        | Gustavo Robles          | Ben Chavez                  | Alex Parra        | Adam Taylor                |
| Kassim    | Brandon O'Neill       | Stephen Rahman-Hughes | Mike Longo             | Rodrigo Negrini         | Colt Prattes                | Josep Gámez       | Nay-Nay                    |

Reemplazos destacados en Ciudad de México
- Jafar: Jair Campos
- Omar: Juan Fonsalido, Emiliano Armendáriz

Reemplazos destacados en Madrid
- Aladdín: Ferran Fabà
- Iago: Fran Moreno

## Grabaciones
Existen varios álbumes interpretados en sus respectivos idiomas por los elencos de Broadway (2014), Japón (2015) y Alemania (2015).
La grabación original de Broadway fue editada por Walt Disney Records el 27 de mayo de 2014 y alcanzó el 45.º puesto en el Billboard 200.

## Premios y nominaciones

### Producción original de Broadway
| Año  | Premio                     | Categoría                                  | Nominado                                            | Resultado |
| ---- | -------------------------- | ------------------------------------------ | --------------------------------------------------- | --------- |
| 2014 | Tony Award                 | Mejor musical                              | Mejor musical                                       | Nominado  |
| 2014 | Tony Award                 | Mejor libreto de un musical                | Chad Beguelin                                       | Nominado  |
| 2014 | Tony Award                 | Mejor música original                      | Alan Menken, Howard Ashman, Tim Rice, Chad Beguelin | Nominados |
| 2014 | Tony Award                 | Mejor actor de reparto en un musical       | James Monroe Iglehart                               | Ganador   |
| 2014 | Tony Award                 | Mejor coreografía                          | Casey Nicholaw                                      | Nominado  |
| 2014 | Drama Desk Award           | Mejor musical                              | Mejor musical                                       | Nominado  |
| 2014 | Drama Desk Award           | Mejor libreto de un musical                | Chad Beguelin                                       | Nominado  |
| 2014 | Drama Desk Award           | Mejor música                               | Alan Menken                                         | Nominado  |
| 2014 | Drama Desk Award           | Mejores letras                             | Howard Ashman, Tim Rice, Chad Beguelin              | Nominados |
| 2014 | Drama Desk Award           | Mejor actor en un musical                  | Adam Jacobs                                         | Nominado  |
| 2014 | Drama Desk Award           | Mejor actor de reparto en un musical       | James Monroe Iglehart                               | Ganador   |
| 2014 | Drama Desk Award           | Mejor coreografía                          | Casey Nicholaw                                      | Nominado  |
| 2014 | Outer Critics Circle Award | Mejor libreto de un musical                | Mejor libreto de un musical                         | Nominado  |
| 2014 | Outer Critics Circle Award | Mejor coreografía                          | Casey Nicholaw                                      | Nominado  |
| 2014 | Outer Critics Circle Award | Mejor diseño de vestuario                  | Gregg Barnes                                        | Nominado  |
| 2014 | Outer Critics Circle Award | Mejor actor de reparto en un musical       | James Monroe Iglehart                               | Nominado  |
| 2014 | Outer Critics Circle Award | Mejor diseño de iluminación                | Natasha Katz                                        | Nominada  |
| 2014 | Outer Critics Circle Award | Mejor musical de Broadway nuevo            | Mejor musical de Broadway nuevo                     | Nominado  |
| 2014 | Outer Critics Circle Award | Mejor música nueva (Marjorie Gunner Award) | Mejor música nueva (Marjorie Gunner Award)          | Nominado  |
| 2014 | Outer Critics Circle Award | Mejor diseño de escenografía               | Bob Crowley                                         | Nominado  |
| 2015 | Grammy Award               | Mejor álbum de teatro musical              | Mejor álbum de teatro musical                       | Nominado  |

### Producción original del West End
| Año  | Premio        | Categoría                    | Nominado    | Resultado |
| ---- | ------------- | ---------------------------- | ----------- | --------- |
| 2017 | Olivier Award | Mejor diseño de escenografía | Bob Crowley | Nominado  |

### Producción original de Madrid
| Año  | Premio                    | Categoría                                 | Nominado                                 | Resultado |
| ---- | ------------------------- | ----------------------------------------- | ---------------------------------------- | --------- |
| 2024 | Premio Talía              | Mejor actor de teatro musical             | David Comrie                             | Nominado  |
| 2024 | Premio Talía              | Mejor dirección musical de teatro musical | Xavier Torras                            | Nominado  |
| 2024 | Premio del Teatro Musical | Mejor musical                             | Mejor musical                            | Nominado  |
| 2024 | Premio del Teatro Musical | Mejor dirección musical                   | Xavier Torras                            | Ganador   |
| 2024 | Premio del Teatro Musical | Mejor coreografía                         | Casey Nicholaw                           | Nominado  |
| 2024 | Premio del Teatro Musical | Mejor escenografía                        | Bob Crowley                              | Nominado  |
| 2024 | Premio del Teatro Musical | Mejor diseño de iluminación               | Natasha Katz                             | Nominada  |
| 2024 | Premio del Teatro Musical | Mejor diseño de sonido                    | Ken Travis                               | Nominado  |
| 2024 | Premio del Teatro Musical | Mejor caracterización                     | Milagros Medina-Cerdeira, Josh Marquette | Ganadores |
| 2024 | Premio del Teatro Musical | Mejor figurinista                         | Gregg Barnes                             | Ganador   |
| 2024 | Premio del Teatro Musical | Mejor actor protagonista                  | David Comrie                             | Nominado  |
| 2024 | Premio del Teatro Musical | Mejor actor de reparto                    | Alex Parra                               | Nominado  |
| 2024 | Premio del Teatro Musical | Interpretación destacada femenina         | Jana Gómez                               | Nominada  |
| 2024 | Premio del Teatro Musical | Interpretación destacada masculina        | Roc Bernadí                              | Ganador   |